# 300壯士：斯巴達的逆襲
《300壯士：斯巴達的逆襲》（英語：300）是一部2006年的美國史詩戰爭電影，改編自法蘭克·米勒關於溫泉關戰役的視覺文學。電影由查克·史奈德執導，法蘭克·米勒擔任顧問和執行製作人。為了達到原本漫畫中的視覺效果，本片幾乎都在綠幕前拍攝。《300壯士：斯巴達的逆襲》由傑哈德·巴特勒、琳娜·海莉、大衛·溫漢、多米尼克·韦斯特和麥克·法斯賓達主演。
本片於2007年3月9日在美國和台灣同步上映，並有傳統戲院版和IMAX版本，香港則在3月15日上映。這部電影有著很成功的票房，票房收入超過4.5億美元。2007年7月31日發行 DVD、藍光光盤和HD DVD。
電影在影評界的評價褒貶不一，影評家主要稱讚視覺效果和風格，但是劇中描繪波斯人的形象與史實不符的橋段則造成了爭議，部分評論將其描述為偏執或伊朗恐懼症。續集2014年3月7日發行 ，名為《300壯士：帝國崛起》。

## 劇情
公元前479年，溫泉關戰役結束後的那一年，斯巴達軍隊中的士兵迪里奧斯回憶起斯巴達的國王列奧尼達一世的一生。列奧尼達是位按照斯巴達的傳統長大的英勇戰士，在他成為國王後的某日，波斯使節造訪斯巴達城邦，要斯巴達歸順於波斯帝國的帝王薛西斯一世，列奧尼達一世拒絕臣服將波斯使者踹下深坑。
為了向波斯進軍，列奧尼達請示監事並提出戰略，由於雙方兵力懸殊，他的規劃是佔據溫泉關隘口後取得防守的優勢，監事依照先知的指示，下令列奧尼達不得在卡尼亞節期間發動戰爭，在列奧尼達憤而離開後，來自波斯的間諜向監事表達謝意，並給他們金幣作為協助的獎勵。
在歌果王后提點列奧尼達，要他為了家園和自由而戰後，列奧尼達召集了三百名壯士向隘口前進，期間會同了友邦阿卡迪亞人的部隊。中途，一名身障的斯巴達人艾菲亞提希望加入列奧尼達的部隊效力，以洗刷父親汙名，但被列奧尼達拒絕，因為他的身障使他無法維持軍隊的陣型，這讓艾菲亞提非常憤怒。
波斯大軍殺至，三百壯士靠著隘口的優勢和出色的戰技接連擋住了步兵、弓兵和騎兵的攻勢，薛西斯一世前來招降，他表示自己有無比神力，只要斯巴達向他跪拜，便可以享有富貴和權力。被激怒的波斯王派出麾下的菁英部隊「幽靈戰士」，在三百壯士的戰術和阿卡迪亞部隊的協力下，他們擊退了幽靈戰士，以及犀牛、戰象、炸彈兵等各式部隊。不受重用的艾菲亞提效忠了波斯王，並向他提供情報，阿卡迪亞人得知後認為無法與波斯軍隊抗衡，就此撤退。
在斯巴達，歌果王后希望能進入議會發言，說服議員派兵支援國王，但在斯巴達的制度下，她即使貴為王后也只是女性，因此不得不屈服於賽隆議員的淫威之下，用自己的肉體換取出席議會的機會。歌果王后進入議院大廳爭取議員支持，但賽隆背叛了王后，將她指為蕩婦。王后憤而殺死賽隆，賽隆身上帶著的波斯金幣證明了他是叛徒，而議員也一致同意派兵增援。
在戰場上，列奧尼達面對處於優勢的波斯軍隊，假裝棄兵卸甲跪下臣服，卻藉機投擲長矛刺傷薛西斯一世，證明薛西斯自稱的神力不過是虛言。戰事立即爆發，三百壯士雖頑強抵抗，但仍很快就被消滅，列奧尼達堅持許久，終於因身中數箭而倒下。列奧尼達派遣的使者返回斯巴達城邦，將其遺物交給王后，列奧尼達的兒子繼承了遺物。
迪里奧斯以及諸多的斯巴達士兵受到列奧尼達的感召，在一年之後組織了過萬人的部隊，連同希臘的三萬兵馬共同作戰。迪里奧斯率領部隊，與波斯軍隊在普拉提亞交戰。

## 演員
| 演員                             | 角色                         | 電視台粵語配音 | 備註 |
| 傑拉德·巴特勒 Gerard Butler      | 列奧尼達一世 King Leonidas I | 招世亮         | 斯巴達國王 |
| 琳娜·海莉 Lena Headey            | 歌果王后 Queen Gorgo         | 劉惠雲         | 斯巴達王后 |
| 多明尼克·魏斯特 Dominic West     | 賽隆 Theron                  | 陳廷軒         | 斯巴達議員，也是一名叛徒 |
| 大衛·溫漢 David Wenham           | 旁白/迪里奧斯 Dilios         | 潘文柏         | 故事的敘述者，同時也是300壯士中的一員，最後在溫泉關之役的300名斯巴達戰士中僅存的一人，負責傳達國王與300壯士的死訊給斯巴達王國。                               |
| 文生·雷根 Vincent Regan          | 阿提米斯隊長 Captain Artemis | 雷霆           | 300壯士中的一員，列奧尼達的摯友兼斯巴達親衛隊隊長 |
| 湯姆·威斯登 Tom Wisdom           | 阿斯提諾 Astinos             | 曹啟謙         | 阿提米斯隊長之子 |
| 安德魯·普列文 Andrew Pleavin     | 達索斯 Daxos                 | 古明華         | 與列奧尼達聯手的阿卡迪亞領袖。 |
| 安德魯·泰爾南 Andrew Tiernan     | 厄菲阿爾特 Ephialtes         | 馮錦堂         | 一個畸形的斯巴達棄兒。想要洗刷父母汙名要求加入斯巴達隊伍但被列奧尼達拒絕，憤而告知薛西斯繞道將斯巴達軍隊從後方的路線包圍，以致斯巴達軍隊全滅。                |
| 羅德里格·桑托羅 Rodrigo Santoro  | 薛西斯 Xerxes I              | 何承駿         | 波斯帝國的國王，自認為自己是神，仗著擁有百萬大軍一路上沒有人敢反抗他，直到遇上列奧尼達。                                                                      |
| 史蒂芬·麥克哈蒂 Stephen McHattie | 忠誠者                       | 林國雄         | 忠誠的斯巴達政治家。暗中與歌果皇后聯繫，並為她爭取在議會發表的機會。                                                                                          |
| 麥克·法斯賓達 Michael Fassbender | 史帝流士 Stelios             | 黃啟昌         | 300壯士中的一員，一位年輕、充滿活力且技能嫻熟的斯巴達戰士。在溫泉關開戰前拿波斯斥侯的屍體砌牆，並且砍斷波斯密使的右手，與列奧尼達戰死前最後一位跟他對話的人。 |
| 彼得·门萨 Peter Mensah           | 波斯使者 Persian messenger   | 黃啟昌         | 來到斯巴達想威脅列奧尼達與斯巴達人民，反被列奧尼達踢進洞裡。                                                                                                  |
| 泰隆·班斯金 Tyrone Benskin       | 波斯密使 Persian Emissary    | 梁志達         | 在溫泉關來斯巴達陣營試圖威脅斯巴達人，看到他們拿波斯斥侯的屍體來砌牆大發雷霆想拿鞭子抽打，被史地流士砍斷右手。                                                |

## 製作
在2003年5月，電影的製作計劃展開，由賈尼·努納利（Gianni Nunnari）和馬克·坎頓（Mark Canton）主導，同時麥可·戈登（Michael B. Gordon）也完成了電影的第二版劇本草稿，共有121頁。2004年6月，導演查克·史奈德（曾執導過《活人生吃》）受邀執導本片。史奈德在編劇寇特·強斯塔（Kurt Johnstad）的協助下，改寫了戈登的草稿以符合製作需求。原著漫畫作者法蘭克·米勒也以執行製作人和顧問的身份參與電影計劃。
《300壯士：斯巴達的逆襲》將漫畫中的每一個鏡頭確實改編成電影，和另一部改編作品類似。

## 評價
伊朗總統艾哈邁迪-內賈德公開指責這齣電影不符史實，妖魔化伊朗人的祖先波斯人，把他們描繪成殘暴不仁的民族，這片等同是對伊朗宣戰，並禁止國內播放，並呼籲其他伊斯蘭國家禁播。香港傳媒在盛讚此片的特技時，亦覺電影過份黑白分明，不符史實。

## 獎項
榮獲美國電視台Spike TV主辦的2007年度尖叫頒獎禮“Scream Awards”終極尖叫大獎。

## 流行文化

电影的恶搞场面。

二十世紀福斯製作了一套諧仿該片的電影，名為《這不是斯巴達》（Meet the Spartans）。
片中主角大叫的對白：「This is Sparta!」（“这就是斯巴达！”）成為了不同媒體的惡搞的网络爆红材料。

## 續集
本片的續集《300壯士：帝國崛起》於2014年3月7日上映。《帝國崛起》的導演已經不是由查克執導，而是改為諾姆·穆羅（而查克則擔任監製和劇本工作）。

## 外部連結
- 互联网电影数据库（IMDb）上《300壯士：斯巴達的逆襲》的资料（英文）
- 爛番茄上《300壯士：斯巴達的逆襲》的資料（英文）
- AllMovie上《300壯士：斯巴達的逆襲》的资料（英文）
- Box Office Mojo上《300壯士：斯巴達的逆襲》的資料（英文）
- Metacritic上《300壯士：斯巴達的逆襲》的資料（英文）